# Геле-Мидинга
Геле-Мидинга (фр. Gélé Midinga) — деревня в Чаде, расположенная на территории региона Канем. Входит в состав департамента Северный Канем.

## География
Деревня находится в западной части Чада, к северу от озера Чад, на высоте 293 метров над уровнем моря.
Геле-Мидинга расположена на расстоянии приблизительно 225 километров к северо-западу от столицы страны Нджамены.
Ближайшие населённые пункты: Вама, Гим, Ю, Камила, Аджилум, Да, Ири-Чуку.
Климат деревни характеризуется как аридный жаркий (BWh в классификации климатов Кёппена).

## Транспорт
Ближайший аэропорт расположен в городе Бол.